# Чорнило для татуювання

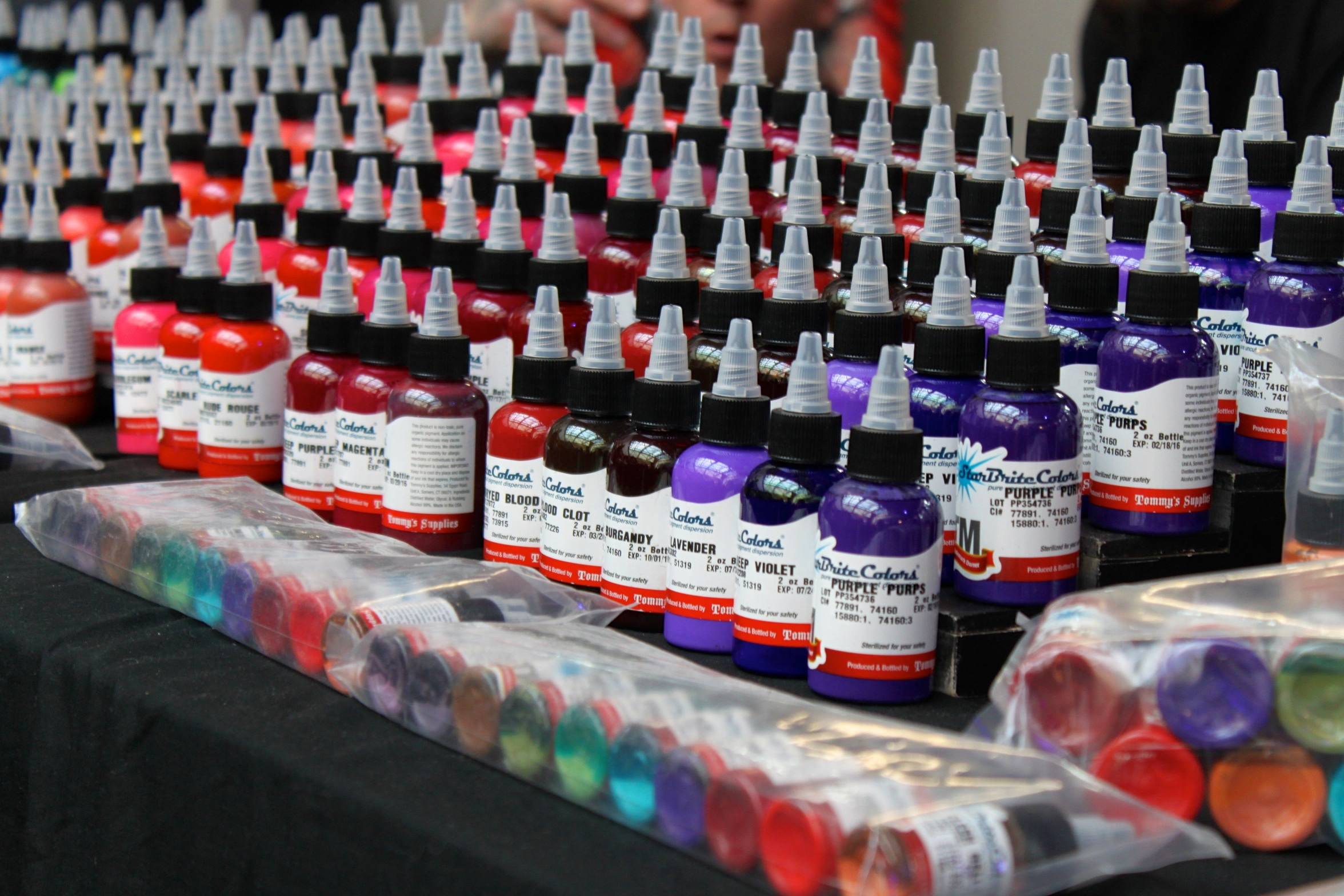
Пляшки з чорнилом для татуювань

Чорнила для татуювань складаються з пігментів у поєднанні з носієм, які використовуються в процесі татуювання для створення тату на шкірі. Ці фарби також використовуються для перманентного макіяжу, який є різновидом татуювання.
Професійні чорнила для татуювання доступні в багатьох кольорах і використовують широкий спектр пігментів, включаючи неорганічні пігменти, такі як сажа, і синтетичні органічні пігменти, такі як яскраво забарвлені азохімікати. Комерційні виробники поєднують пігменти з носіями, такими як етиловий спирт або дистильована вода, щоб створити рідкі чорнила. Вони можуть включати консерванти для зменшення ризику забруднення та інші добавки для регулювання в'язкості чорнила.
Пігменти та консерванти в чорнилі для татуювання можуть викликати алергічні реакції на шкірі і не тільки. Частина пігменту, нанесеного на татуювання, може мігрувати в інші місця тіла, наприклад, у лімфатичні вузли. Деякі поширені пігменти для татуювання містять хімічні речовини, які можуть викликати рак, але для того, щоб визначити, чи збільшують ці хімічні речовини ризик розвитку раку, якщо вони потрапляють у шкіру, потрібні довгострокові дослідження.
Європейський Союз почав забороняти використання певних пігментів у фарбах для татуювання з міркувань безпеки. У Сполучених Штатах фарби для татуювання регулюються Управлінням з контролю за продуктами і ліками США (FDA), яке зазвичай не досліджує комерційні фарби, якщо не отримує скарг на конкретні проблеми з безпекою, такі як забруднення. FDA не схвалювало жодних пігментів для косметичних татуювань.
Татуювання - давня практика, і археологи знайшли докази татуювань, зроблених сажею, серед людей на багатьох континентах тисячі років тому. Особливо після винаходу електричної тату-машинки наприкінці 1800-х років, майстри тату експериментували з багатьма хімічними речовинами, щоб визначити стійкі пігменти, які могли б репрезинтувати різноманітні кольори на шкірі, не викликаючи поганих реакцій, часто тестуючи фарби на власній шкірі.
Більшість фарб для татуювання призначені для перманентного нанесення, але існують комерційні методи створення напівперманентних татуювань. Існують також традиції тимчасових татуювань, що наносяться на поверхню шкіри за допомогою пігментів, таких як мехенді.

## Компоненти професійних чорнил
Фарби для татуювання доступні в широкому спектрі кольорів, які можна розбавляти або змішувати для отримання інших кольорів і відтінків. Більшість професійних майстрів тату купують чорнила у готовому вигляді (так звані предисперговані чорнила), тоді як деякі майстри змішують свої власні, використовуючи сухий пігмент і носій.
У Сполучених Штатах виробники татуювання не зобов'язані розкривати свої інгредієнти або доводити, що добровільно опублікований список інгредієнтів є точним. Їхні рецепти можуть бути запатентованими. Чорнила для татуювання від різних виробників дуже відрізняються за складом, якістю та безпечністю.

### Пігменти
Багато чорнил для татуювання містять пігменти, які спочатку виготовлялися для промислових цілей, наприклад, для фарбування текстилю, автомобільної фарби або чорнила для принтерів. Багато професійних чорнил здебільшого містять органічні барвники, такі як азобарвники та пігменти. Чорнила також часто містять важкі метали як пігменти, іноді їх додають, щоб змінити відтінок кольору. Пігменти можуть бути невеликими шматочками твердих речовин або окремими молекулами, такими як діоксид титану або оксид заліза.
| колір        | Пігменти |
| ------------ | --- |
| чорний       | Може містити: - Сажа, зазвичай основний компонент чорних чорнил - Оксиди заліза, такі як магнетит і вюстит, разом із нікелем від домішок в оксидах заліза                                                               |
| Білий        | Може містити: - Діоксид титану - Цинк Вони здебільшого замінили більш токсичні пігменти, такі як сульфат барію та свинцевий білил .                                                                                     |
| Червоний     | Може містити: - Сульфід кадмію або селенід кадмію - Оксиди заліза або гідрат заліза (червона охра ) - Сульфід ртуті, відомий як кіновар і кіновар (хоча цей інгредієнт загалом припинено використовувати ) - Азосполуки |
| Помаранчевий | Можна вважати відтінком червоного |
| Жовтий       | Може містити: - Сульфід кадмію - Азосполуки - Пігменти, які використовуються для білих чорнил, щоб освітлити жовтий колір                                                                                               |
| Зелений      | Може містити: - Оксид кобальту або хрому - Пталоціаніновий зелений, відомий як фталозелений - Суміш кобальту і хромату свинцю ( хромовий жовтий )                                                                       |
| Синій        | Може містити: - Кобальт , наприклад оксиди алюмінію кобальту, відомі як синій кобальт - Фталоціанін міді , відомий як фталосиній - Нікель                                                                               |
| Фіолетовий   | Може містити: - Кобальт - Марганець |
| Коричневий   | Може містити оксиди заліза , такі як охра |